# 7755 От-Прованс
7755 От-Прованс (7755 Haute-Provence) — астероїд головного поясу, відкритий 28 грудня 1989 року.
Тіссеранів параметр щодо Юпітера — 3,196.